# Ternstroemia chapaensis
Ternstroemia chapaensis är en tvåhjärtbladig växtart som beskrevs av François Gagnepain. Ternstroemia chapaensis ingår i släktet Ternstroemia och familjen Pentaphylacaceae. Inga underarter finns listade i Catalogue of Life.